# Tipula (Hesperotipula) linsdalei
Tipula (Hesperotipula) linsdalei is een tweevleugelige uit de familie langpootmuggen (Tipulidae). De soort komt voor in het Nearctisch gebied.